# Barnsbörd

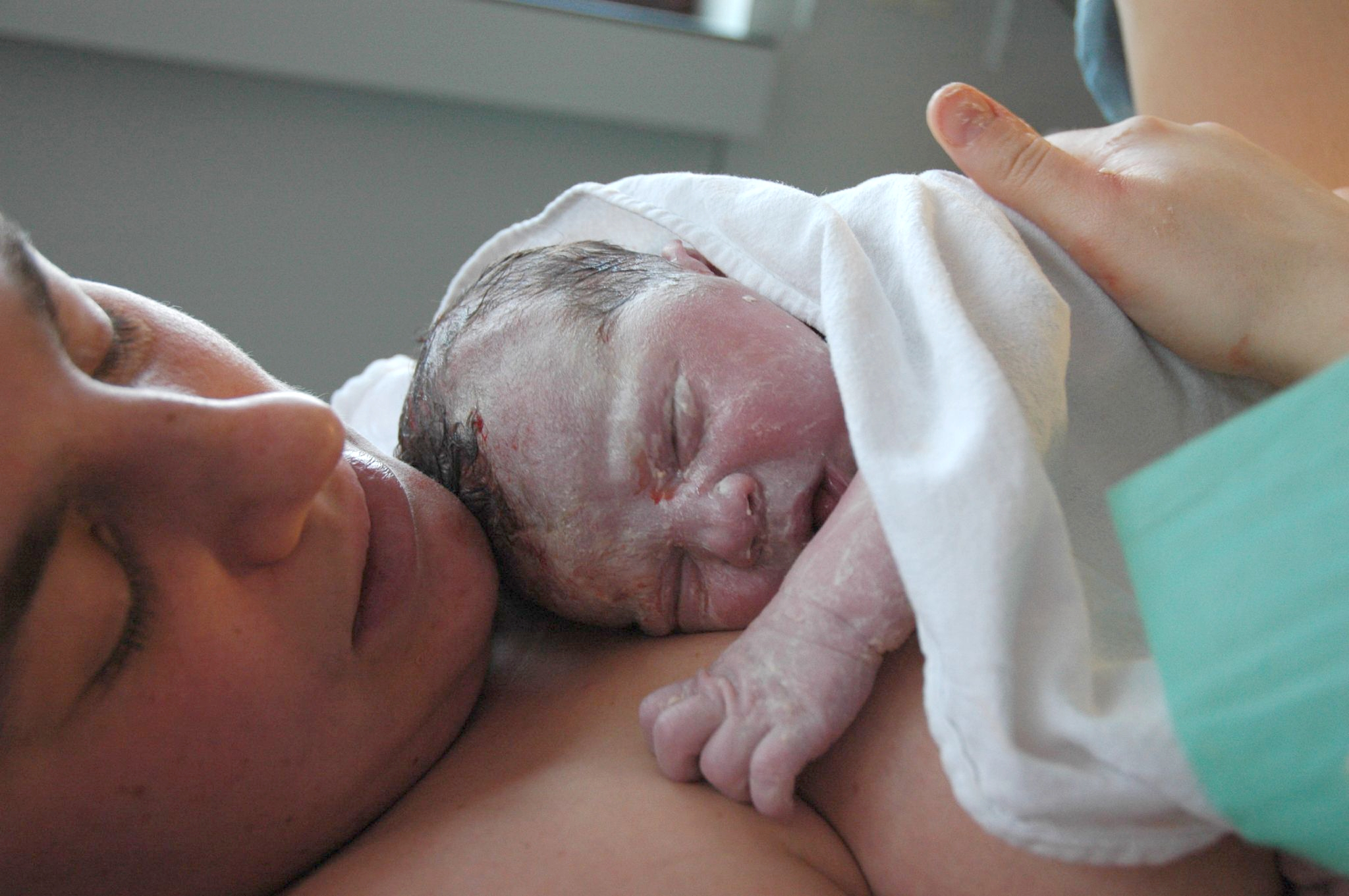
Nyfött barn med moder.

Barnsbörd (även barnbörd) är ett ord som hänvisar till framfödande av barn, såsom förlossning, men även barnsäng (tiden omedelbart efter en förlossning). Begreppet är en kombination av orden barn och börd, och betyder ungefär "barns härkomst".
Benämningen barnbörd (förkortat BB) var tidigare ett vanligt prefix för allmänna kvinnokliniker som specialiserade sig på barnafödsel och graviditet, så kallade barnbördshus eller barnbördsavdelning (i koppling till större sjukhus). Förkortningen "BB" har hädanefter blivit synonym för förlossningsavdelningen på sjukhus och självständiga förlossningskliniker.